# Челсі Меннінг
Че́лсі Елі́забет Ме́ннінг (нар. 17 грудня 1987 як Бре́длі Едвард Ме́ннінг) — американська активістка та інформаторка. Служивши в армії США, була заарештована і звинувачена у витоці інформації з дипломатичних листувань США, які потрапили до WikiLeaks. У 2013 році здійснила корекцію статі та взяла ім'я Челсі, а в лютому 2015 року отримала дозвіл на проходження гормональної терапії.

## Життєпис
Донька професійного військового Браєна Меннінга та Сьюзен, котра народилася у Гейверфордвест, а згодом емігрувала з Уельсу в США. Челсі Меннінг народилася в містечку Кресент, Оклахома. Потім жила у британському Уельсі, куди у 2001 році переїхала із матір'ю після розлучення батьків і де мала репутацію комп'ютерної зануди. Після закінчення школи в Гейверфордвест Челсі знову повернулася до батька в США у 2007 році.

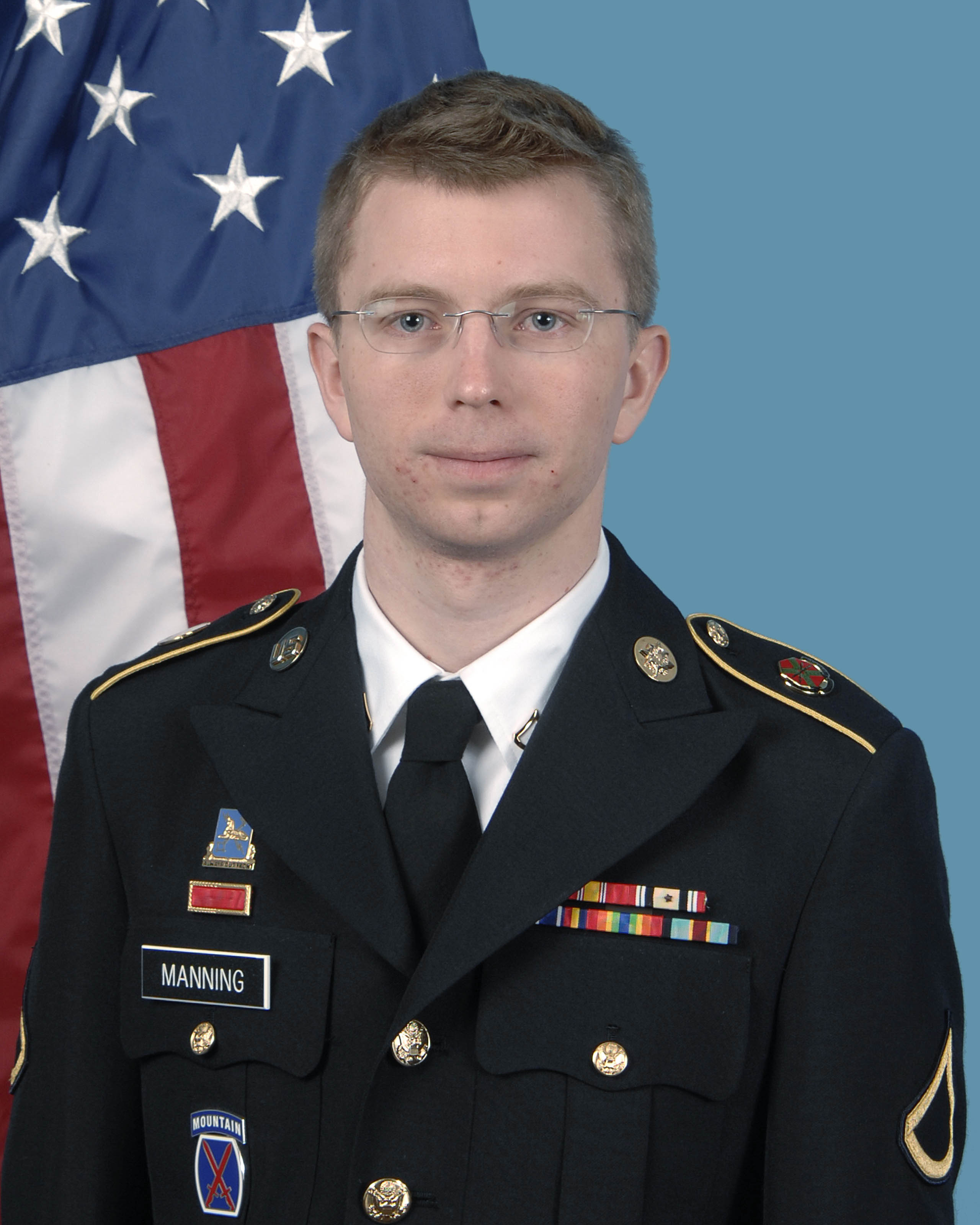
Челсі Меннінг під час служби в армії США

Пішла служити в армію США. Спочатку служила у розвідці, потім військовим аналітиком за контрактом, підписаним на 4 роки. 
Меннінг була заарештована у травні 2010 року в Іраку, де проходила службу. Вона зізналася, що передала сайту Wikileaks для публікації відео ударів з повітря, в результаті яких були вбиті мирні громадяни, сотні тисяч доповідей про інциденти на фронтах війни в Афганістані та Іраку, досьє на ув'язнених в'язниці Гуантанамо і близько 250 тисяч дипломатичних депеш держдепартаменту США. Секретні документи виносила на звичайному CD з позначкою Lady Gaga.
На підтримку Меннінг виступили багато активістів, що виступають за свободу слова і поширення інформації як у США, так і в решті світу, та правозахисних організацій, зокрема «Міжнародна амністія». В підтримку колишнього військовослужбовця створено сайт bradleymanning.org.
Челсі Меннінг на суді заявляла, що не збирався шкодити своїй країні або її військовим, а хотіла привернути увагу світу до того, що керівництво США зневажливо ставиться до мирних жителів в районах бойових дій по всьому світу.
Челсі Меннінг була визнана винною у розголошенні засекреченої державної інформації, і 21 серпня 2013 засуджена до 35 років в'язниці. Крім того, її позбавили звання і звільнили зі збройних сил. Військова прокуратура США наполягала на ув'язненні терміном в 60 років та штрафі розміром у 100 тисяч доларів. Як заявляють експерти, засуджена зможе вийти на волю через вісім або вісім з половиною років з урахуванням права на умовно-дострокове звільнення.
18 січня 2017 року президент США Барак Обама скоротив термін ув'язнення Челсі Меннінг до травня 2017 (замість первинного терміну до 2045).
Меннінг вийшла на свободу 17 травня 2017 року.

### Зміна статі
Челсі Меннінг, під час розслідування, заявила, що страждає від «розладу гендерної ідентичності» (під час якого людина страждає від несприйняття своєї соціальної статі). У серпні 2013 року Меннінг оголосила про зміну ім'я з Бредлі на Челсі.
У лютому 2015 року американська влада дозволила Меннінг пройти курс гормональної терапії для зміни статі. Це рішення мотивували тим, що існує високий ризик самогубства ув'язненої в зв'язку з розладом гендерної ідентичності. Такий дозвіл було надано вперше в історії США.
У березні 2015 року Військовий апеляційний суд у Вашингтоні визнав Меннінг жінкою та затвердив зміну імені на Челсі Меннінг.

## Виноски
1. ↑  «Кейблгейт, або Що зачаїлося на туманному дні» [Архівовано 7 грудня 2010 у Wayback Machine.] Дзеркало тижня № 45 (825) 4 — 10 грудня 2010. Автор: Оксана Стеценко
2. 1 2  Засудженому інформатору WikiLeaks дозволили змінити стать. Архів оригіналу за 2 квітня 2015. Процитовано 15 березня 2015.
3. ↑  Order Changing Name (PDF). ChelseaManning.org. April 2014. Архів оригіналу (PDF) за 1 травня 2014. Процитовано 23 січня 2017. [Архівовано 2014-05-01 у Wayback Machine.](англ.)
4. ↑  Обама помилував організаторку найбільшого витоку секретних матеріалів у США. Архів оригіналу за 20 січня 2017. Процитовано 23 січня 2017.
5. ↑  Колишнього інформатора WikiLeaks Челсі Меннінґ у в'язниці позбавили бібліотеки і прогулянок. Архів оригіналу за 2 лютого 2017. Процитовано 23 січня 2017. [Архівовано 2017-02-02 у Wayback Machine.]
6. ↑  Суд озвучив вирок Бредлі Меннінгу. Архів оригіналу за 24 серпня 2013. Процитовано 21 серпня 2013.
7. ↑  Брэдли Мэннинг приговорен к 35 годам [Архівовано 21 серпня 2013 у Wayback Machine.] (рос.)
8. ↑  Savage, Charlie (17 січня 2017). Chelsea Manning to Be Released Early as Obama Commutes Sentence. The New York Times. ISSN 0362-4331. Архів оригіналу за 14 березня 2020. Процитовано 21 січня 2017.
9. ↑  Челсі Меннінг вийшла на свободу. BBC. Архів оригіналу за 21 травня 2017.